# Югославия на Паралимпийских играх
Югославия на Паралимпийских играх впервые приняла участие в 1972 году на летних Играх в Риме и участвовала до летних Игр 2000 в Сиднее включительно (кроме Игр 1976, 1992 годов). На зимних Играх делегация Югославии участвовала начиная с Игр 1976 года в Эрншёльдсвике до Игр 1988 года в Инсбруке.
Спортсмены Югославии завоевали на всех Играх в сумме 79 медалей, из них 22 золотые.
В результате постепенного распада Югославии в 1990-х и 2000-х годах на несколько стран спортсмены с этих территорий стали в дальнейшем выступать на Паралимпиадах в составе делегаций образовавшихся государств — Боснии и Герцеговины, Северной Македонии, Сербии, Словении, Хорватии, Черногории; на летних Играх 1992 года делегация спортсменов из некоторых югославских регионов выступала под названием «Независимые паралимпийские участники».

## Медальный зачёт

### Медали летних Паралимпийских игр
| Игры                          | Золото         | Серебро        | Бронза         | Всего          | Место          |
| ----------------------------- | -------------- | -------------- | -------------- | -------------- | -------------- |
| 1972 Гейдельберг              | 1              | 1              | 2              | 4              | 23             |
| 1976 Торонто                  | не участвовали | не участвовали | не участвовали | не участвовали | не участвовали |
| 1980 Арнем                    | 4              | 5              | 9              | 18             | 23             |
| 1984 Сток-Мандевиль, Нью-Йорк | 11             | 10             | 11             | 32             | 20             |
| 1988 Сеул                     | 4              | 4              | 11             | 19             | 29             |
| 1992 Барселона                | не участвовали | не участвовали | не участвовали | не участвовали | не участвовали |
| 1996 Атланта                  | 2              | 2              | 0              | 4              | 41             |
| 2000 Сидней                   | 0              | 1              | 0              | 1              | 60             |
| Итого                         | 22             | 23             | 33             | 78             |                |

### Медали зимних Паралимпийских игр
| Игры              | Золото | Серебро | Бронза | Всего | Место |
| ----------------- | ------ | ------- | ------ | ----- | ----- |
| 1976 Эрншёльдсвик | 0      | 0       | 0      | 0     | —     |
| 1980 Гейло        | 0      | 0       | 0      | 0     | —     |
| 1984 Инсбрук      | 0      | 0       | 1      | 1     | 13    |
| 1988 Инсбрук      | 0      | 0       | 0      | 0     | —     |
| Итого             | 0      | 0       | 1      | 1     |       |